# 中华人民共和国科技

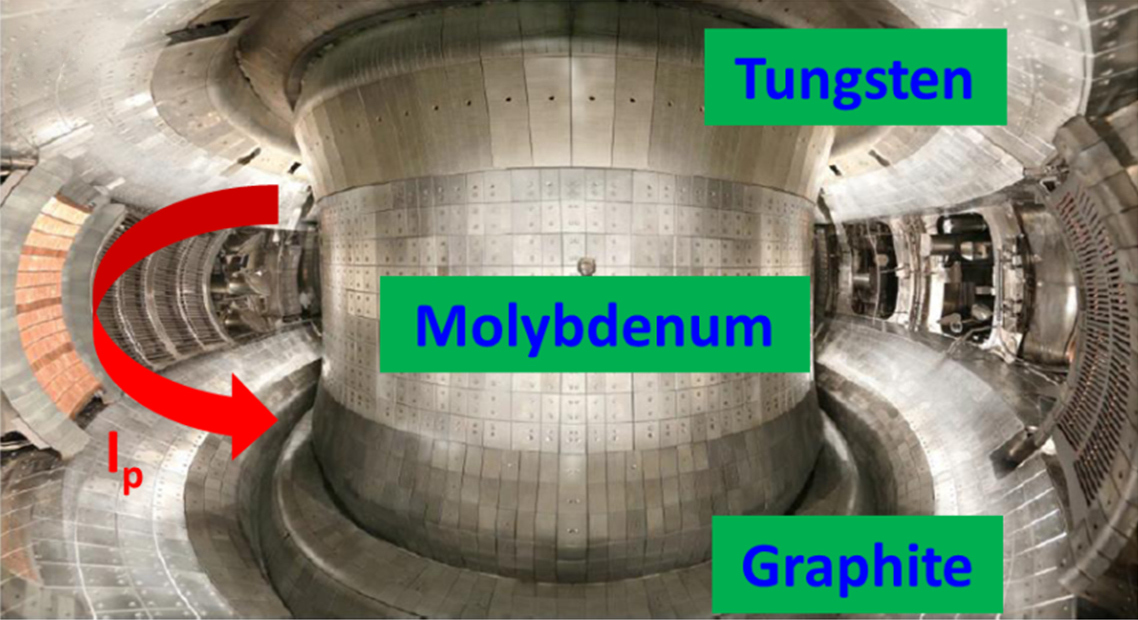
東方超環核聚變實驗爐

在1949年10月1日中华人民共和国成立之时，該国科技水平落后，没有完整的工业体系。在政府主導的一系列政策下，中國在20世纪60至70年代，掌握了“两弹一星”技術。進入80年代後，中国提出科教兴国战略，政府主導了“863计划”直接推动了中国生物技术、航太技术、資訊技術、激光技术、自动化技术、能源技术、新材料和海洋高技术的发展。中國的科學技術開始迅速發展。
从2000年到2022年，中华人民共和国的科研经费从895.7亿元人民币增长到30870亿元人民币，年均增长率为17.46%，科研经费占GDP的比重从2000年的1.00%增长至2022年的2.5%，已超过世界平均水平（1.60%）。2010年代以來，科技型企業、尤其是以像阿裏巴巴、騰訊、字節跳動、百度等爲首的互聯網企業，又或者是像华为、小米、中兴、大疆等爲首的高科技企業蓬勃發展，科技型企業佔所有公司的資產總額已從2010年的6.8%上升至2022年的27.08%，且與絕大部分的民眾息息相關。
时至今日，中国的科学技术已取得了很多的重大成就，整体科技实力排名世界前列。在航空航天、载人深潜、无人机、人工智能、绿色能源、量子通讯、高速铁路、资源勘探、自动化、超导、电子技术、半导体、核技术、激光等领域取得许多世界领先的成果，但同时在发动机、精密制造、医药研发、工业软件等领域上与世界先进水平仍有差距，要趕超仍需一段时间。近年来，中國加大投入自主創新，並旨在改革遺留的薄弱環節。根據2022年全球創新指數，中國被認為是世界上最具競爭力的國家之一，在全球排名第 11 位，在亞洲和大洋洲地區排名第3位，在人口超過1億的國家中排名第 2 位。

## 历史

### 1990年代之前

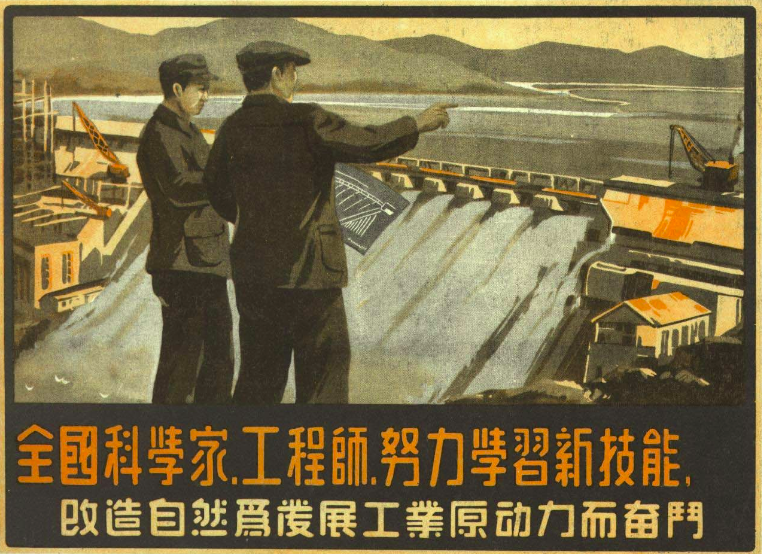
1950年建政時就將科技立為基礎國策和第一生產力

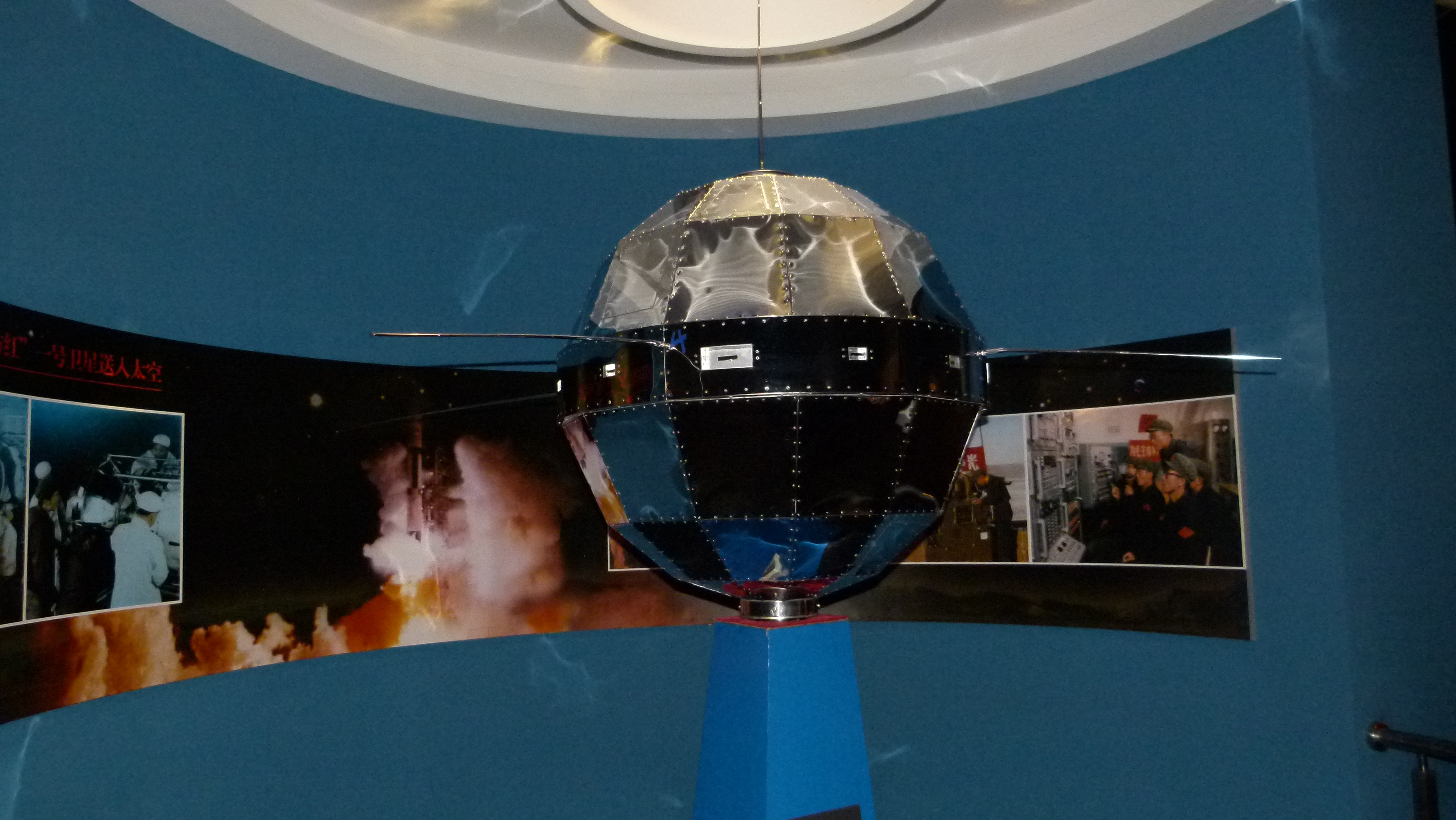
东方红一号

中华人民共和国在刚成立之时，对科学技术的管理采用苏联模式。在该模式中，中央政府采用高度集中的形式对各个机构提出任务，各个机构的自主性很小。文化大革命发生后，中国的科研领域受到较大冲击，众多科研研究者受到迫害，一些科研项目被迫停止。。尽管如此，在20世纪60、70年代，中华人民共和国的科学技术仍然取得如两弹一星、杂交水稻等重大科研成就。
1976年文化大革命结束后，中华人民共和国政府开始在各个方面进行整顿，科技和教育成为改革开放的重要突破口。在多年前，“科学技术是生产力”、“科技工作者是劳动者”、“脱帽加冕”等观点早已被提出，但受到严厉批判。而这时，“自然科学是上层建筑”和“自然科学有阶级性”转眼之间成为反动谬论。1977年8月4日在人民大会堂，由中共中央副主席、国务院副总理邓小平亲自提议召开并主持了全国科教工作座谈会，知识分子成为急待拉拢和讨好的座上宾。这是他复出后，第一次公开参加的重要活动。8月8日上午，邓小平在座谈会结束时发表了著名的“八八讲话”，决定恢复高考制度，提议召开全国科学大会，通过改善物质待遇来调动知识分子的积极性。
1978年3月18日至3月31日，全国科学大会在北京召开。邓小平在开幕式上强调说，知识分子的绝大多数已经是工人阶级的一部分。郭沫若在闭幕式上发表讲话（由中央人民广播电台播音员虹云当场朗读），号召科学工作者热烈地拥抱“科学的春天”。
1982年，中共中央在全国科学技术奖励大会上提出“经济建设依靠科学技术，科学技术工作要面向经济建设”的方针。1984年2月24日，中共中央顾问委员会主任邓小平在《办好经济特区，增加对外开放城市》中说：特区是技术的窗口、知识的窗口。1985年3月，邓小平在全国科技工作会议上發表《改革科技体制是为了解放生产力》，提出“经济体制，科技体制，这两方面的改革都是为了解放生产力。新的经济体制，应该是有利于技术进步的体制。新的科技体制，应该是有利于科技发展的体制。”同年，中共中央發布《关于科学技术体制改革的决定》,指出「集体或个人建立科学研究或技术服务机构。地方政府要对它们进行管理，给予指导和帮助」。這一決定為许多改制行为如研究所所长负责制、利润实体、产学研合作、物质奖励、知识形态商品、专利保护、技术市场、人才流动、科研人員創辦企業等开了绿灯。
1986年3月，在四位老科学家的建议下，邓小平作出批示，要求“找些专家和有关负责同志讨论，提出意见，以凭决策”。半年后，《863计划纲要》形成，选择生物技术、航天技术、信息技术、激光技术、自动化技术、能源技术、新材料和海洋高技术八个领域列为中国发展高技术的重点。1987年，《技术合同法》實施。1988年9月，邓小平根据当代科学技术发展的趋势和现状，提出了“科学技术是第一生产力”的论断。

### 1990年代至今

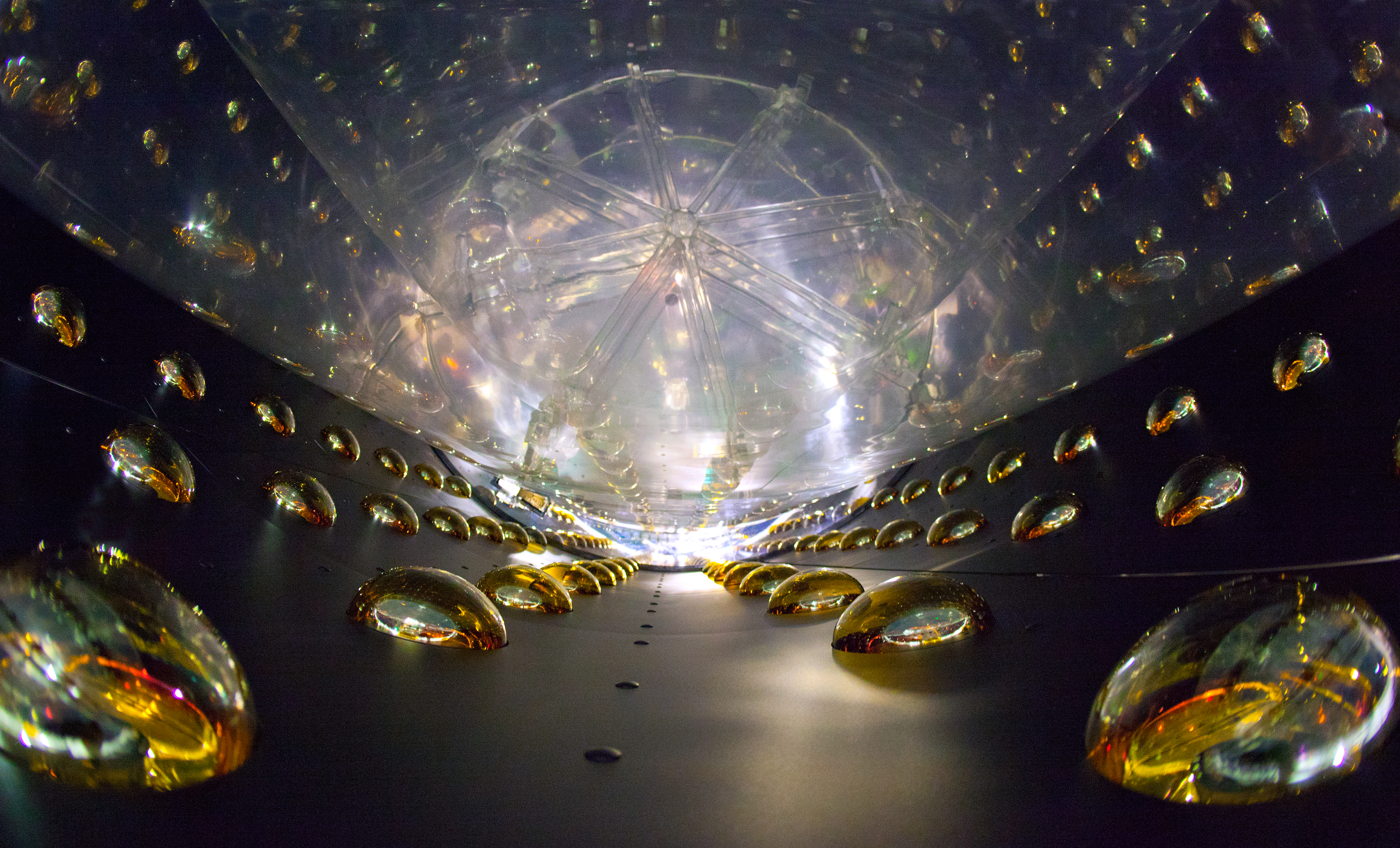
大亞灣核反應爐微中子實驗

1995年5月，中国共产党中央委员会、中华人民共和国国务院作出《关于加速科学技术进步的决定》，正式提出了科教兴国战略。中华人民共和国众多的公立科研机构，包括中国科学院、中国工程院和许多大学每年可以从政府得到大量的拨款。1995年《“211工程”总体建设规划》获得国务院批准。“211工程”，即面向21世纪、重点建设100所左右的高等学校和一批重点学科的建设工程，是建国以来由国家立项在高等教育领域进行的规模最大、层次最高的重点建设工程。1998年中國教育部決定在實施《面向21世紀教育振興行動計劃》中，重點支持國內部分高校創建世界一流大學和高水準大學，並以江澤民在北京大學100周年校慶的講話時間（1998年5月）命名為「985工程」。
从2000年到到2010年，中华人民共和国的科研经费从895.7亿元人民币增长到6980亿元人民币，年均增长率为22.79%，科研经费占GDP的比重从2000年的1.00%增长至2010年的1.75%，已超过世界平均水平（1.60%）。2013年12月联合国知识产权组织在其年度报告中指出中国公民2011年申请了560681件专利，成为世界第一。日本和美国分别居第二、第三。2012年中国的专利申请数量比2011年增加了24%，占到全球专利申请数量的28%。
2017年中华人民共和国国务院印发《关于深化中央财政科技计划专项、基金等）管理改革方案的通知》计划将国家重点基础研究发展计划('973')､国家高技术研究发展计划('863')､国家科技支撑计划､国际科技合作与交流专项等各种国家科研计划和基金整合统一管理，既国家重点研发计划。

## 主要领域发展情况

### 核技术
1964年10月16日中华人民共和国引爆了第一颗原子弹，1967年6月17日中华人民共和国爆炸了第一颗氢弹，1971年9月，中国第一艘核潜艇下水试航。在民用核技术方面，1958年6月，中國第一座实验性原子能反應爐在北京郊外的中国科学院原子能研究所内建成。1985年3月20日中国的第一座自主设计和建造的核电厂——秦山核电站在浙江海盐开工，1991年12月15日首次并网发电，并成为世界上第七个具备自主设计、自主建造、自主调试和自主运营管理核电厂的国家。1995年12月中国实验快堆工程立项，并在2010年7月首次临界进而成为世界上第8个拥有快堆技术的国家。2012年11月项目通过验收。2006年9月中国新一代先进超导托卡马克实验装置实验装置（EAST）首次成功放电，成为世界上第一个投入运行的全超导非圆截面核聚变实验装置，该装置也是世界上第一个实现稳态高约束模式运行持续时间达到百秒量级的同类装置，并首次實現加熱功率超過10兆瓦，等离子体储能增加到300千焦，等离子体中心电子温度首次达到1亿度，获得的多项实验参数接近未来聚变堆稳态运行模式所需要的物理条件，朝着未来聚变堆实验运行迈出了关键一步，也为人类开发利用核聚变清洁能源奠定了重要的技术基础。。2013年，中国的“铀浓缩技术”实现自主化和工业化应用，意味着中国核燃料的生产能力具备国际竞争力。中国聚变工程实验堆（CFETR）在2017年进入工程设计阶段，其设计核聚变功率为1000兆瓦，预计2035年建成。

### 航天技术
人造卫星

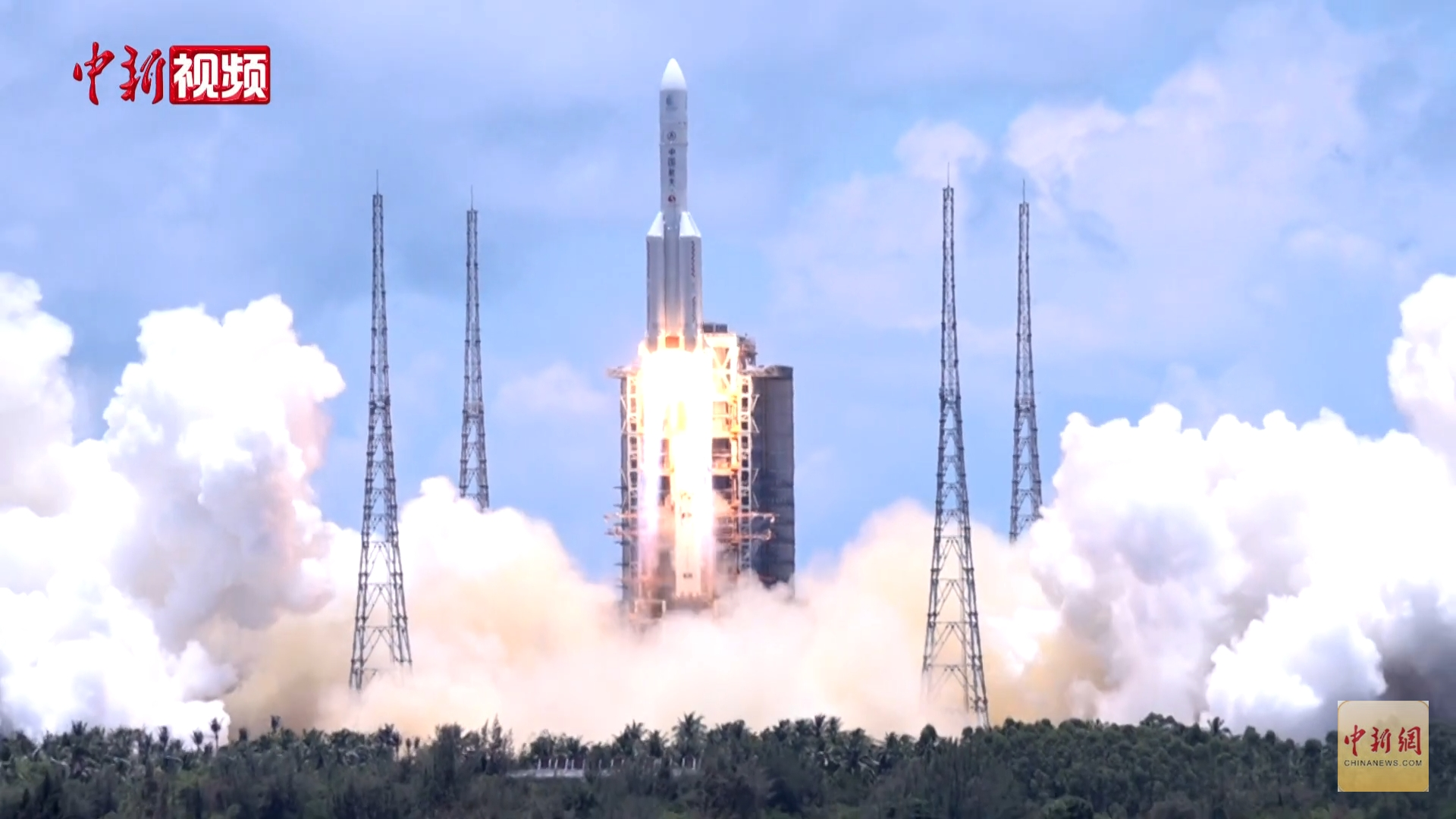
天问一号从文昌航天发射场发射

北斗3号绕地球轨道的动画

1958年，中华人民共和国就开始了人造卫星研发进程。1970年4月24日发射了第一颗人造卫星使中国成为继苏、美、法、日之后世界上第五个独立研制并发射人造地球卫星的国家。1975年1月29日，中国第一颗返回式遥感卫星试验成功。中国成为继美国和原苏联之后，第三个掌握这项技术的国家。近年来，中国航天事业高速发展，多次发射人造地球卫星和实用通信卫星，1981年还成功地用一枚运载火箭将三颗卫星发射到太空。2020年7月31日，随着北斗三号系统的开通，中国成为继美、俄、欧之后世界上第四个拥有全球卫星导航系统的国家。北斗卫星定位系统覆盖全球，因此可以在民用及军用导航等方面发挥重要作用。
载人航天
2003年，神舟号飞船的成功发射标志着中国成为继苏联及美国之后，第三个有能力独自将人送上太空的国家。2008年，首次进行了飞船出舱活动（太空行走）。2011年，发射了首个试验型空间站天宫一号，并成功完成与后续发射的神舟八号飞船的对接，成为继前苏联及美国之后，第三个有能力独自发射空间站的国家。2012年，成功发射了神舟九号载人飞船，并首次将女太空人送上太空，完成了与天宫一号的自动，手动空间交会对接。2017年成功发射了天舟一号无人货运飞船与天宫二号实验室进行首次无人交会对接，并为其补给燃料，对于空间站工程后续任务顺利实施具有极为重要的意义。2020年成功发射并测试新一代载人飞船（无人版本），重量达到21.6吨，将参与未来载人月球与深空探测。
月球与深空探测
中国在2003年3月1日正式启动了第一个探月工程。首先是发射绕月卫星，继而是发射无人探测装置，实现月面软着陆探测，最后送机器人上月球建立观测点，并采回样本到地球。整个计划将历时20年，计划为最后的登月工程打下基础。2007年嫦娥一号绕月卫星的成功发射标志着中国已经成为了月球俱乐部的一员，第五个探测月球的国家。2010年中国发射第二颗探月卫星嫦娥二号，成功获取了世界上分辨率最高的7m分辨率的全月图，並對拉格朗日點和小行星4179進行探測。2013年發射嫦娥三號探測器和玉兔號月球車，是1976年后首个着陆于月面的探测器。2018年发射嫦娥四号探测器和玉兔二号月球车，完成人类首次月球背面的软着陆与巡视探测。2020年中国成功发射嫦娥五号，完成了中国首次月面土壤的取样返回，这也是至1976年以来人类首次取回月面土壤样本。。中国于2020年7月使用长征五号运载火箭發射天问一號进入地火轨道，于2021年2月10日成功实现火星环绕，并于2021年5月15日，在火星乌托邦平原南部预选着陆区成功软着陆。中国成为继美国后，世界上第二个完全成功在火星软着陆探测器的国家。
天文与空间科学
中国于2016年完工的500米口径球面射电望远镜是世界上最大的单一口径射电望远镜，至今已发现超过100颗脉冲星。
中国于2015年发射暗物质粒子探测卫星, 发现了可能是暗物质存在的证据。中国也于2017年发射了硬X射线调制望远镜开展X射线巡天，通过观测黑洞等高能天体，研究致密天体和黑洞强引力中物质的动力学和高能辐射过程。未来计划包括和欧洲空间局合作将于2021年发射的太阳风－磁层相互作用全景成像卫星以及与法国合作的中法空间变源监视器天文卫星。

### 航空技术

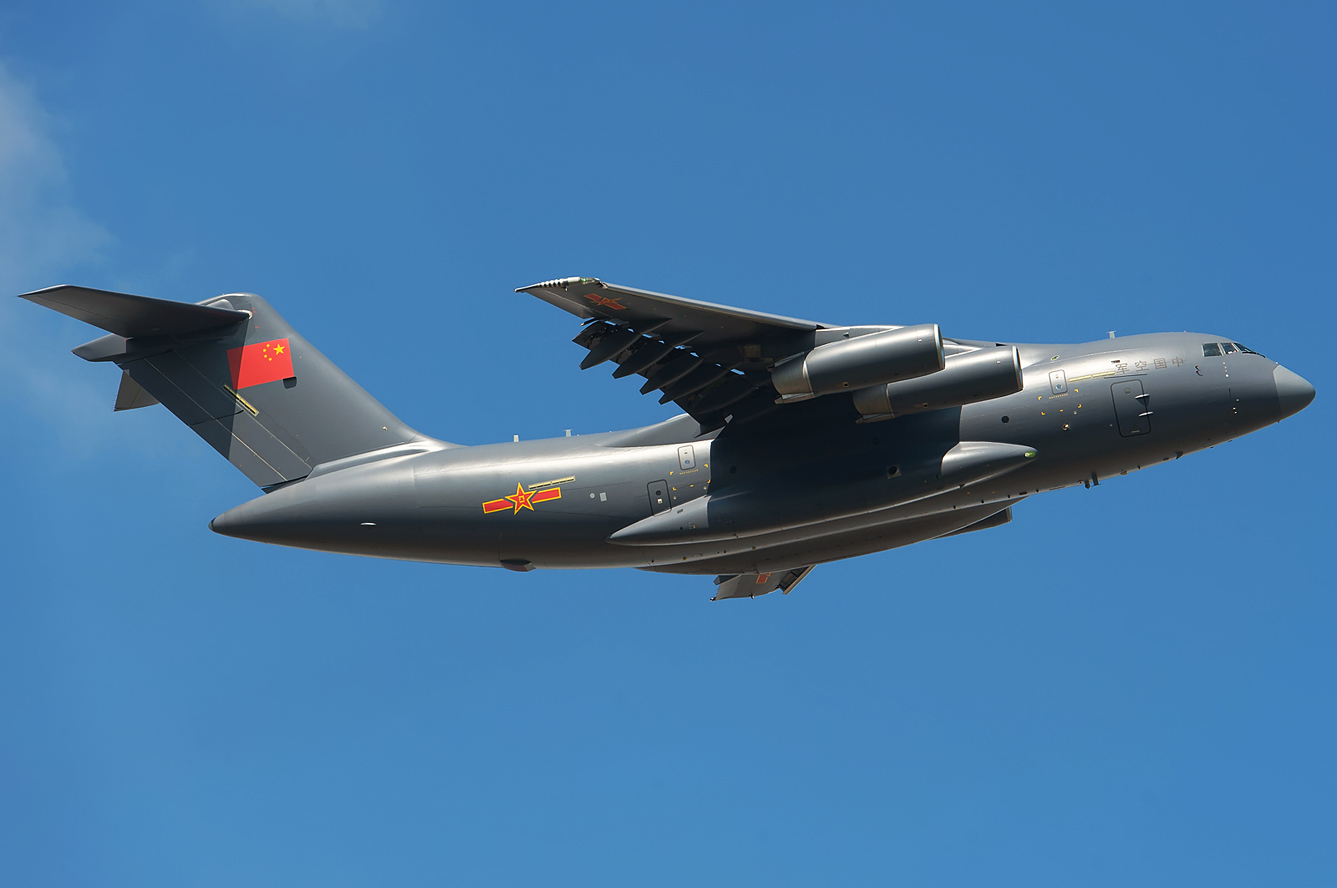
国产运输机计划

中国第一架飞机是工程师冯如在1910年制造的一架双翼飞机，此后中国只有零星制造飞机，并没有大规模生产。直到1954年7月11日第一架国产飞机初教5完成试飞，并于8月末开始大批生产。
1956年首架歼5升空试飞，同年9月9日向世界宣布中国第一架生产的喷气式飞机问世，之后中国尝试进行自行设计喷气式飞机强5并成功大规模生产。但很长一段时间中国航空产品中仿造的比例一直很高。
进入21世纪，中国航空开始较快发展，在民用飞机领域，ARJ21于2008年11月28日12时23分在上海大场机场成功首飞并在2009年成为中国第一种部分自主设计并可以大规模制造（尽管目前为止还没有开始）的支线飞机。其他民用支线飞机包括新舟60和新舟600型涡桨支线客机（两种型号同样改进自运-7），并销售到多个发展中国家。同时在大型飞机领域，中国在经历运-10在1980年代的失败之后终于开始了第一个市场化整机全新设计的窄体客机C919，2017年首飛，2023年商业首航。
中国军用飞机也取得了较大进步，被众人看待有可能成为中国第四代军用战斗机的歼20和FC-31分别在2011年1月11日和2012年10月31日完成首次飞行测试， 使中国成为世界上第二个同时开发两种四代战斗机的国家。2012年11月22日首架歼-15原型机在辽宁号航空母舰上进行着舰测试和起飞测试成功。运-20运输机（Y-20）在2013年1月26日完成试飞。

### 高速铁路

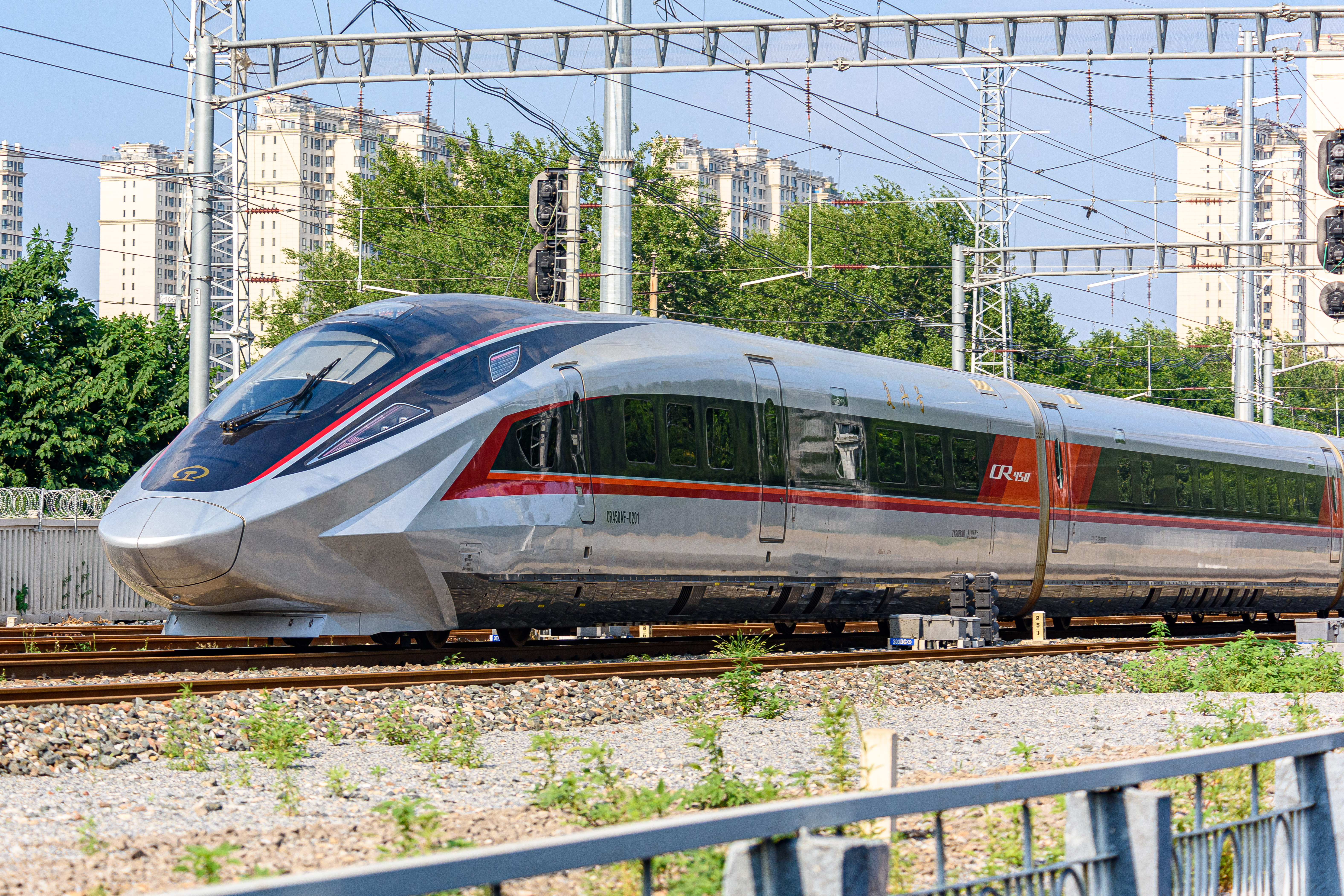
一列复兴号复兴号CR450AF型电力动车组驶经京沪铁路柳村线路所（该线路所亦为第一条由中国人自行设计建造并制定规章的干线铁路京张铁路零公里点所在地）

2000年时，中国还没有一条真正意义上的高速铁路，但在2010年中国的高速铁路运营里程已经超过欧洲的总和。同时中国高速铁路技术也开始了对外输出，2012年12月6日泰国表示准备引进中国高铁技术。同年12月中国北方机车车辆工业集团公司表示正兰州市建设一个装备制造基地，其一大功用就是便于向中亚、西亚出口包括高铁设备在内的轨道交通产品。从2012年8月起，中国开始向欧盟定期出口高铁关键技术大部件。2012年10月，中国同意70亿美元援建老挝高铁并由中国公司建设。中国北车集团还与美国加利福尼亚州以及通用电气签署了合作协议，向其提供高速铁路技术、设备和工程师。中国南车集团与美国GE公司在2011年签署高铁技术出口协议。 2017年6月复兴号电力动车组投入商用，是世界上首個實用化民營高鐵達420公里極速，正常运行速度高达350公里。

### 电子与資訊

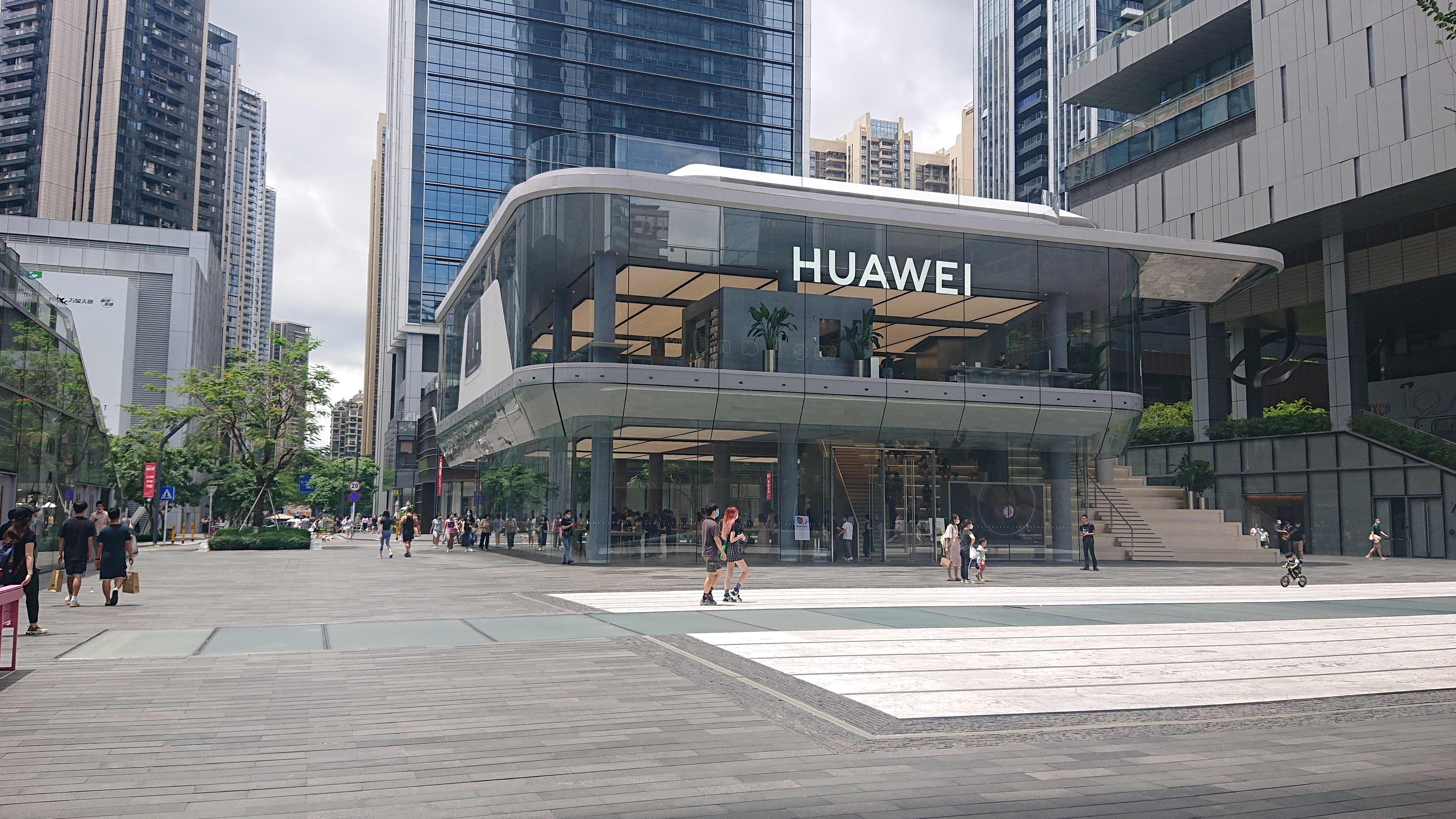
华为全球旗舰店（深圳）

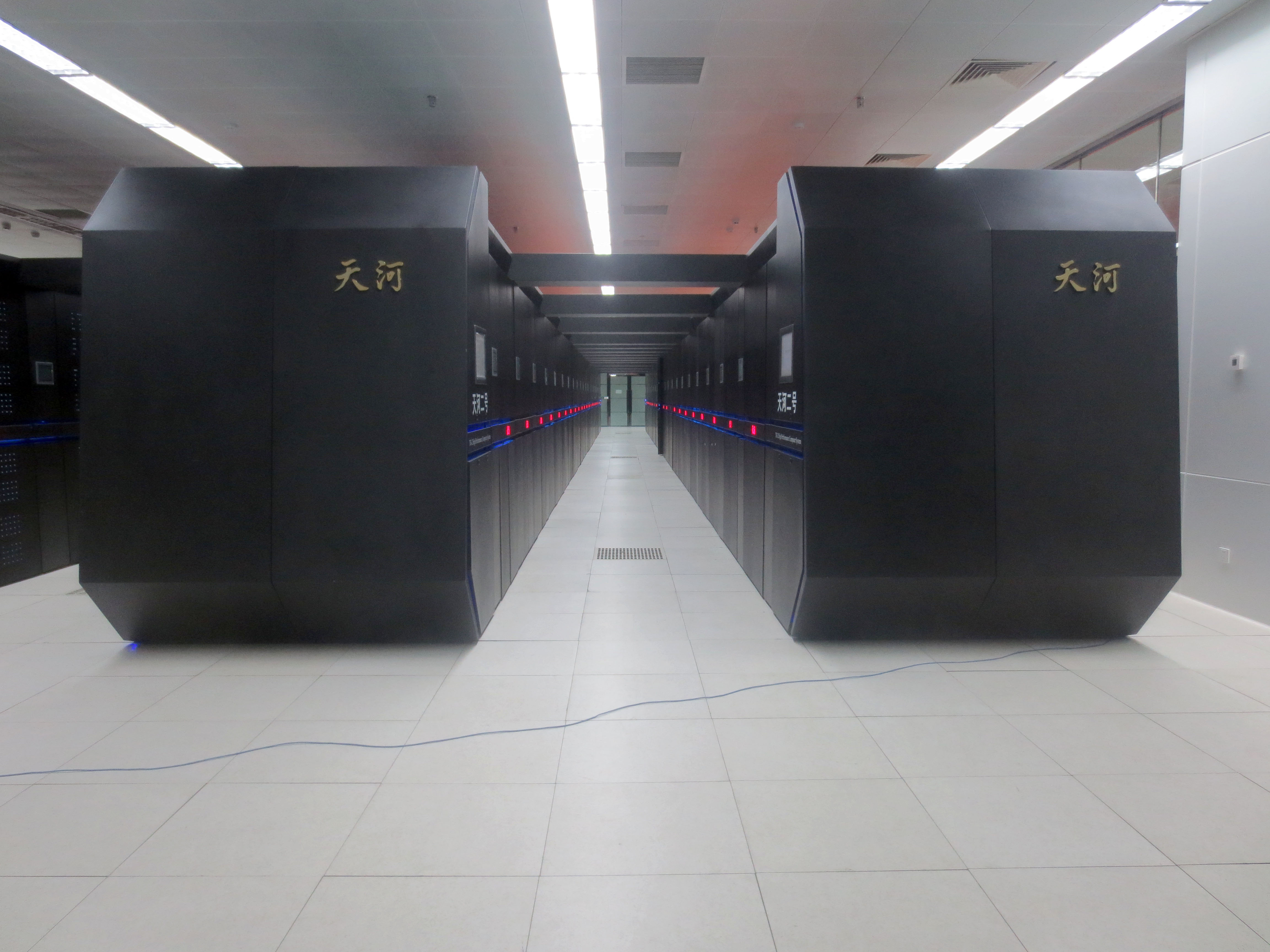
天河2号

中国在电子与信息技术方面达到世界一流水平。2009年中国制造世界上48.3%的电视机，49.9%的移动电话，60.9%的个人电脑和75%的液晶显示器。2010年中国软件行业在软件和信息服务市场的份额以高于15%的速度增加，在过去的十年里平均增幅达到36%。
在超级计算机方面，中华人民共和国位于世界领先水平。2019年中国拥有世界最快的500个超级计算机中的219个。中国在1983年就研制出第一台超级计算机“银河—Ⅰ”，使中国成为继美国、日本之后第三个能独立设计和研制超级计算机的国家。部署于国家超级计算长沙中心的天河一号（2011年）和部署于国家超级计算深圳中心的曙光星云（2009）分别为当时世界超级计算机运算速度排名的第二和第四名。中国以国产微处理器为基础制造出的本国第一台超级计算机“神威蓝光”部署于济南中心（2011年），并由中国科学技术大学和清华大学组成的联合小组，成功实现了16公里的量子态隐形传输，这一距离是目前世界记录最远距离的20多倍。部署在国家超级计算广州中心的超级计算机天河二号实现了从2013年6月到2016年6月共3年在TOP500保持第一位，而2016年6月神威·太湖之光则实现了首度不采用国外技术产品，使用基于中国设计、制造处理器而打造出来国产超级计算机，并取代了天河二号的第一地位。

### 网络通讯
中华人民共和国互联网发展非常迅速，根据中国互联网络信息中心（CNNIC）发表的《中国互联网络发展状况统计报告》，截至2021年12月，中国网民规模达10.32亿，互联网普及率为73.0%，其中手机网民规模达9.04亿，较2020年底增加4296万人；农村网民占比为27.80%，规模为2.84亿。
在全球互联网公司前十强中，其中三家来自于中国，阿里巴巴、百度、腾讯是中国互联网公司的三大巨头。其中，在全球互联网市场中，阿里巴巴市值位居第二，仅次于谷歌。中华人民共和国的网速因过慢曾经一直被广为诟病，2015年5月，国务院总理李克强敦促“提网速、降网费”，提出提速降费战略。2018年4月，工信部部长苗圩表示，“提速降费3年以来，国内宽带用户的单价下降90%，移动通信客户的单价下降83.5%。”据全球知名测速网站Speedtest2018年6月报告，中国大陆地区的固定网络平均下载速度达到78.98Mbps，但是平均上传速度只有23.17Mbps，中国大陆地区下载速度世界排名第17位；移动网络平均下载速度则有33.57Mbps，世界排名第25位。2017年9月，中国三大运营商取消国内语音漫游费；2018年7月，中国三大运营商取消国内数据流量漫游费。同时，由于中华人民共和国网络审查制度，部分境外网站在中国大陆无法浏览。
網路遊戲市場在2010年後興起，中國遊戲用戶規模達5.66億人，較重度的付費遊戲玩家超過2億人，各種個人網路直播網站也興起成為新行業。

### 半导体
作为现代IT业的根本基础，核心之一的晶元生产技术基本仍为美日韓等有限的几家大型公司所掌握。但在芯片设计和封装测试中，中国已经掌握技术并步入世界先进水平。在2019年全球智能手机市场份额排名中國採用多品牌戰術佔世界前十大手機廠中的七家，總市占40%並持續增長，超過三星的22.6%與蘋果15.6%。

### 生物及医疗

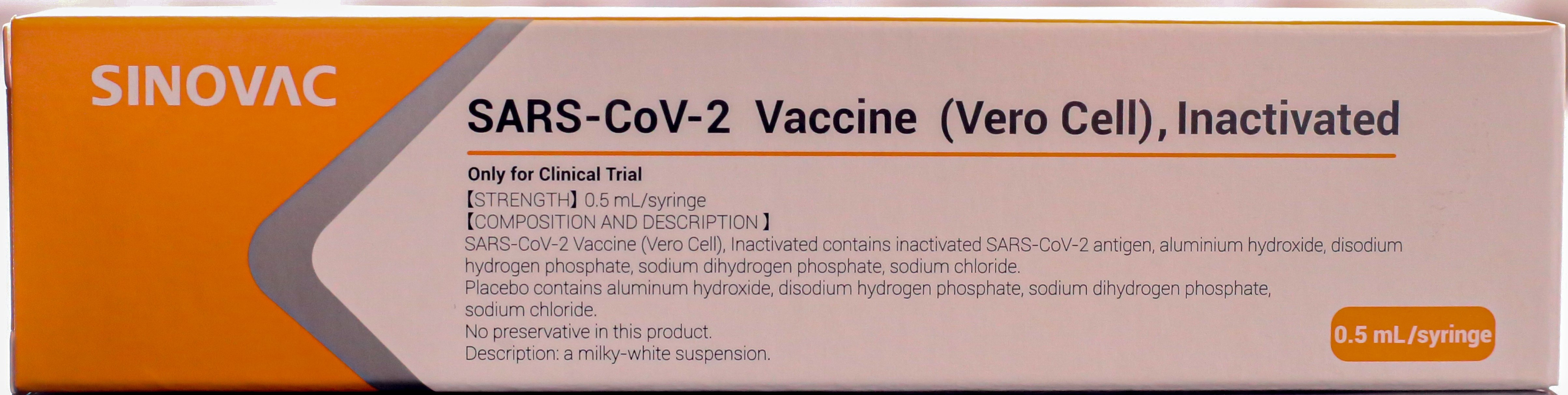
科兴新冠疫苗

中国拥有生物技术重点实验室近200个，研发人员2万多人，涉及现代生物技术的企业约500多家，从业人员超过5万人，已建立了20多个生物技术园区。在生物资源的调查统计方面，中国完成登记的动植物、微生物资源约为26万种，已收集与重大疾病相关的中国人家系3000多个，收集农作物种质资源32万份，建立了全球保有量最大的农作物种质资源库。就生物技术来看，中国在基因测序、转基因植物、疫苗研制、高技术筛选农作物、基因治疗技术方面都处于世界前沿。但是中国生物技术产业的发展缺乏一个有组织的、系统的、分工明确的体系和发展战略。其次，生物技术的产业化水平偏低。第三，不同高新技术产业的相互交叉渗透不足。其四，国际市场的开拓与国际合作有待加强。
生物技术
1973年，水稻专家袁隆平培育出了“籼型杂交水稻”，该水稻亩产比普通水稻增产20％以上。2014年10月10日，农业部通报，由袁隆平院士领衔的第四期超级稻百亩方亩产超过1000公斤，创造了每亩1026.7公斤（每公顷15.4吨）的新纪录。另外中华人民共和国科学家独立完成了杂交水稻父本9311（籼稻）的基因组序列草图。中华人民共和国是世界上第二个有转基因抗虫棉花自主知识产权的国家。
2021年，中国科学院天津工业生物技术研究所研究员马延和团队，从头设计、构建了11步反应的非自然固碳与淀粉合成途径，在实验室中首次实现从二氧化碳到淀粉分子的全合成。该技术不依赖植物光合作用，不需大面积种地、施肥和农作物加工，经优化，原料只需二氧化碳、氢气和电，便能生成淀粉。而且在充足能量供给条件下，按照目前技术参数，理论上1立方米大小的生物反应器年产淀粉量相当于我国5亩玉米地的年产淀粉量。
医疗技术
1965年，中华人民共和国科学家首次人工合成了结晶牛胰岛素，使中國成為第一個在體外全合成具有生物活性的結晶蛋白质的國家。1986年香港首例试管婴儿诞生。大陸首例試管嬰兒於1988年3月10日誕生。中华人民共和国还作为惟一的发展中国家成员参与了国际人类基因组计划，完成了1％测序工作。在国际上首次定位和克隆了神经性高频耳聋基因、乳光牙本质Ⅱ型、汗孔角化症等遗传病的致病基因。

### 激光技术
包括激光测距技术、激光制导技术、激光通信技术、强激光技术等。1961年，中国成功研制了第一台激光器。上世纪80年代华中科技大学建成了中国第一个激光技术国家重点实验室，90年代初建立了第一个激光加工国家工程研究中心，开始研究深紫外非线性光学晶体和激光技术，经过20多年努力，使中国成为当今世界上唯一掌握深紫外全固态激光技术的国家。2012年7月19日，中国进行的大口径高通量激光驱动器实验平台出光试验中，单束出光能量第三次超过16千焦，达到16.523千焦，成为继美国、法国之后第三个迈入“单束万焦耳出光”俱乐部的国家。

### 资源勘探技术
2017年5月18日，中国正式宣布南海北部神狐海域进行的可燃冰试采获得成功，这也标志着中国成为全球第一个实现了在海域可燃冰试开采中获得连续稳定产气的国家。

### 公共交通技术

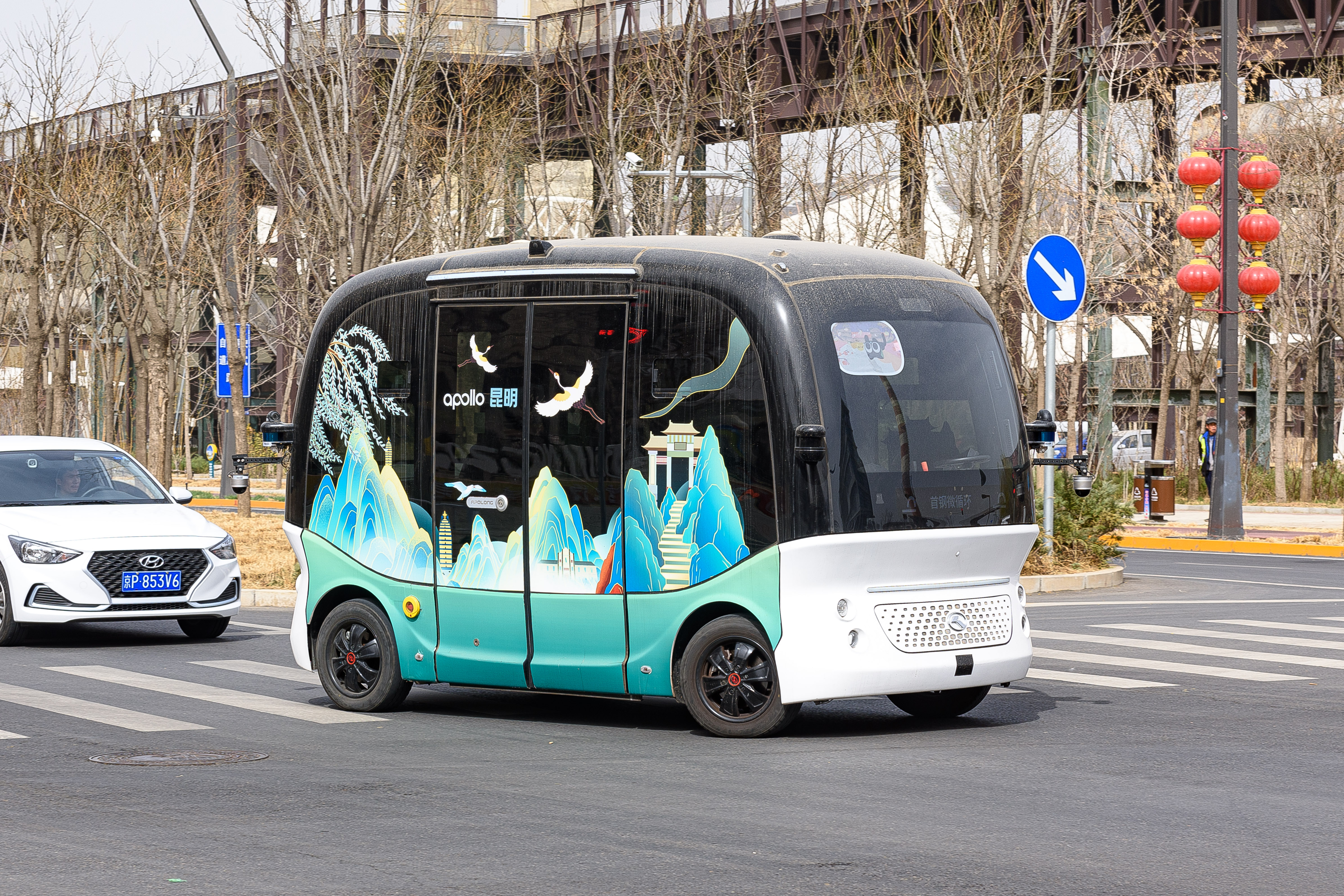
北京首钢园里一台用于穿梭巴士的金龙“阿波龙”无人驾驶小巴

中国建造了世界高原铁路技术难度最大的青藏铁路，高原铁路建设技术到达领军水平。中国机车建造在国际上具有一定优势。2014年10月中国北车公司首次向美国出口284辆地铁车辆。。2015年6月1日南北車合併為中車集團，各種鐵路和高鐵、地鐵、輕軌車輛將由國家支持的中車集團主導。2017年建廠芝加哥舉行動工，首案為中標芝加哥846輛地鐵車輛。2012年6月下旬廣州中船龍穴造船廠的排水量35萬噸巨型油輪新埔洋號出海試航。2019年10月18日，首艘国产大型邮轮在中国船舶工业集团有限公司旗下的上海外高桥造船有限公司点火开工，全面进入实质性建造阶段。。2023年該船將交付，讓中國成為第五個能建造大型郵輪的國家。